# Saxen
Saxen è un comune austriaco di 1 815 abitanti nel distretto di Perg, in Alta Austria; ha lo status di comune mercato (Marktgemeinde).